# Tabitha Landis
Tabitha Landis (* 1960 in Leverkusen, bürgerlich Tamara Schüller)  ist eine deutsche Autorin.

## Veröffentlichungen
Durchpariert – Lust und Frust im Pferdestall ist eine teilweise autobiografische Erzählung und handelt von den Widrigkeiten der Protagonistin als Ehefrau, Mutter und Pferdebesitzerin, die teils ironisch erzählt werden und zu einem ernüchternden Ende führen.
Domaris – Dunkle Träume handelt von einer psychisch kranken Frau, die sich aufgrund von Überforderung mit ihrem realen Leben in eine Traumwelt namens Domaris flüchtet.